# Jack Robinson (surfista)
Jack Robinson (Margaret River, 27 de dezembro de 1997) é um surfista profissional australiano que atua na ASP World Tour (WCT). Ele foi vencedor do prêmio surfista do ano duas vezes no Australian Surfing Awards em 2020 e 2021. Robinson é frequentemente considerado um dos melhores surfistas de tubo nos dias atuais. Em 2020, se casou com Julia Muniz, modelo profissional brasileira do Espírito Santo, em uma cerimônia íntima no jardim realizada em Margaret River. Na temporada de 2023, venceu o primeiro evento, o Billabong Pipeline Masters.

## Estatísticas e resultados
| Vitórias na WCT |                            |           |
| Ano             | Evento                     | País      |
| 2021            | Corona Open Mexico         | México    |
| 2022            | Margaret River Pro         | Austrália |
| 2022            | Quiksilver Pro G-Land      | Indonésia |
| 2023            | Billabong Pipeline Masters | Havaí     |
| Vitórias na WQS |                            |           |
| Ano             | Evento                     | País      |
| 2018            | Heroes de Mayo Iquique     | Chile     |
| 2019            | Volcom Pipe Pro            | Havaí     |
| 2019            | Vans World Cup of Surfing  | Havaí     |